# 260 Huberta
Huberta /hjuːˈbɜːrtə/ (định danh hành tinh vi hình: 260 Huberta) là một tiểu hành tinh lớn di chuyển theo quỹ đạo sát cạnh bên ngoài của vành đai chính. Nó tối nên thành phần cấu tạo của nó giàu cacbon.
Huberta thuộc nhóm tiểu hành tinh Cybele và có lẽ được giữ trong một cộng hưởng quỹ đạo 4:7 với Sao Mộc.
Ngày 3 tháng 10 năm 1886, nhà thiên văn học người Áo Johann Palisa phát hiện tiểu hành tinh Huberta khi ông thực hiện quan sát ở Viên và đặt tên nó theo tên thánh Hubertus.